# گلوریا (فیلم ۲۰۱۳)
گلوریا (به انگلیسی: Gloria) نام فیلم درامی است به کارگردانی سباستین للیو، محصول سال ۲۰۱۳ کشور شیلی.
پائولینا گارسیا موفق شد برای بازی در این فیلم خرس نقره‌ای جشنواره فیلم برلین را از آنِ خود کند.
در سال ۲۰۱۸، خود للیو بازسازی انگلیسی زبان این فیلم را با عنوان گلوریا بل با بازی جولیان مور در نقش اصلی ساخت.